# Онума-Коэн (станция)
Станция Онума-Коэн (яп. 大沼公園駅 онума коэн эки) — железнодорожная станция в японском посёлке Нанаэ, обслуживаемая компанией JR Hokkaido. Поезда «Хокуто» останавливаются на этой станции. Станция включает в себя только одну платформу, прилегающую к единственному пути, по которому поезда движутся в обоих направлениях.

## История
Станция Онума-Коэн была открыта 5 июня 1907 года. С приватизацией JNR она перешла под контроль JR Hokkaido.

## Линии
- JR Hokkaido
  - Главная линия Хакодате